# Ado Furlan
Ado Furlan (Pordenone, 3 dicembre 1905 – Udine, 14 giugno 1971) è stato uno scultore italiano.

## Biografia
Diplomatosi nel 1930 all'Accademia di belle arti di Venezia, Ado Furlan partecipa alla V Triennale di Milano nel 1933 e alla II Quadriennale di Roma del 1935. Nel 1939 vince la borsa di studio Marangoni che gli permette di continuare la sua carriera a Roma. Nella capitale diviene amico di alcuni esponenti della seconda Scuola romana e di Pericle Fazzini, Luigi Montanarini, Angelo Savelli, dai quali è rimasta una raccolta di lettere che contiene dettagli della vita dei tre artisti romani. Chiamato alle armi nel 1942 il Furlan prosegue la sua carriera dopo la guerra principalmente nella sua provincia di origine.
Ado Furlan ha lasciato varie sculture monumentali, tra le altre quelle realizzate su commissione dell'architetto Luigi Moretti per le fontane del Foro Mussolini (fontana del Chinghiale e fontana dei Lupi) e quelle esposte all'Esposizione Universale di Roma (Esposizione 1942, E42) (fontana della Fauna e della Flora dell'Impero). Ha anche realizzato dei bronzetti di figura, dei ritratti e dei bassorilievi ed elementi decorativi per varie case ufficiali di Pordenone (Casa del Balilla, Casa del Mutilato, Casa del Fascio, palazzina Consorzio Cellina-Meduna).
Dalla corrispondenza tra Ado Furlan ed Ester Scaini, sua moglie, sono giunte le lettere scritte nel 1931 e tra il 1936 e il 1942. Anche queste lettere costituiscono una testimonianza del clima culturale nel seno della Scuola romana.

## Mostre
- 1931: Udine, V Mostra Regionale d'Arte del Sindacato Regionale della Venezia Giulia, Udine, Loggia del Lionello, 17 ottobre-18 novembre
- 1932: Venezia, XXIII Esposizione dell'Opera Bevilacqua-La Masa. III Regionale Veneta del Sindacato Fascista Belle Arti, Lido di Venezia, Palazzo delle Esposizioni, 21 luglio-settembre
- 1933: Pordenone, Mostra d'Arte, Pordenone, Sala superiore del Teatro Licinio, aprile, (con Tullio Silvestri, Pio Rossi, Giuseppe Scaramelli)
- 1933: Firenze, Prima Mostra del Sindacato Nazionale Fascista di Belle Arti, Firenze, Palazzo del Parterre di San Gallo, aprile-giugno
- 1933: Milano, V Triennale, Milano, Palazzo dell'Arte, 10 maggio-30 settembre
- 1933: Venezia, XXIV Mostra d'Arte dell'Opera Bevilacqua-La Masa. IV Sindacale del Veneto, Lido di Venezia, Palazzo delle Esposizioni, 10 agosto-9 settembre
- 1934: Firenze, Littoriali della Cultura e dell'Arte, Firenze, 22 aprile-5 maggio
- 1934: Trieste, VIII Mostra d'Arte del Sindacato Interprovinciale Fascista Belle Arti della Venezia Giulia, Trieste, Padiglione Municipale al Giardino Pubblico, 2 giugno-15 luglio
- 1934-1935: Udine, Mostra d'Arte della sezione di Udine del Sindacato Fascista Belle Arti della Venezia Giulia, Udine, Loggia del Lionello, 29 dicembre 1934-20 gennaio 1935
- 1935: Udine, Mostra d'arte ispirata alla vita agreste, Udine, Loggia del Lionello, 12-28 ottobre
- 1935: Roma, Il Quadriennale Nazionale d'Arte, Roma, Palazzo delle Esposizioni, 5 febbraio-31 luglio
- 1936: Udine, III Mostra del Sindacato Fascista Belle Arti della Provincia di Udine, Udine, Loggia del Lionello, 5-31 dicembre
- 1937: Pordenone, Mostra d'Arte in omaggio a Gigi De Paoli, Pordenone, Sala superiore del Teatro Licinio, settembre (con Armando Pizzinato, Mario Moretti, Luigi Vettori, Giuseppe Scaramelli, Elci Marcolin, Eugenio Polesello, Duilio Corompai e Franco Brunetta)
- 1937: Venezia, 28ª Esposizione Bevilacqua-La Masa (8ª Mostra d'Arte del Sindacato Interprov. Fascista Belle Arti), Palazzo Reale, Sala Napoleonica, 15 aprile-30 maggio
- 1938: Udine, IV Mostra Sindacale d'Arte della Provincia di Udine, Udine, loggia del Lionello, 9 aprile-8 maggio
- 1939: Pordenone, Mostra d'arte di pittura e scultura, Pordenone, Palazzo della Cassa di Risparmio (ex poste), aprile-maggio (con Franco Brunetta e Duilio Corompai)
- 1940: Roma, Mostre personali Brunetta Furlan Giuliani Seibezzi Tramontin, Roma, Galleria della Barcaccia, 16-28 marzo
- 1942: Roma, X Mostra del Sindacato Interregionale Fascista Belle Arti del Lazio, Roma, Galleria Nazionale d'Arte moderna, maggio-giugno
- 1943-1944: Udine, Mostra natalizia di artisti friulani, Udine, Palazzo del Comune, 24 dicembre 1943-9 gennaio 1944
- 1947: Pordenone, Mostra d'Arte in omaggio dello scultore Gigi De Paoli, Pordenone, Sala superiore del Teatro Verdi, 10-15 giugno
- 1947: Udine, Mostra Triveneta del Ritratto, Udine, Loggia del Lionello, 27 settembre-12 ottobre
- 1947: Udine, Una mostra di Anzil e Furlan, Udine, Palazzo del Comune, 29 novembre-15 dicembre
- 1948: Pordenone, Mostra d'Arte Antica e Moderna, Pordenone, Ridotto del Teatro Verdi, 10-20 giugno
- 1949-1950: Udine, 20 premio di Natale per gli artisti friulani, Udine, Ristorante "Al Monte", 23 dicembre 1949-10 gennaio 1950
- 1950-1951: Udine, Una mostra di scultura di Ado Furlan, Udine, Palazzo Comunale, 22 dicembre 1950-2 gennaio 1951
- 1951: Klagenfurt, Mostra del Circolo Artistico Friulano, Klagenfurt, Künstlerhaus, 9-30 giugno
- 1951: Venezia, Una mostra dello scultore Furlan, Venezia, Palazzo delle Procuratie Nuove, pian terreno, 27 gennaio-7 febbraio
- 1951: Pordenone, Una mostra dello scultore Furlan, Pordenone, Salone dei Concerti al "Moderno", 6-21 ottobre, con il pittore Renzo Zanutto
- 1955-1956: Udine, Mostra di bianco e nero e di scultura, Udine, Palazzo del Comune, 22 dicembre 1955-8 gennaio 1956
- 1956: Udine, I Mostra provinciale unione sindacale artisti italiani belle arti, Udine, Palazzo del Comune, Sede del Circolo Artistico Friulano, febbraio
- 1956: Milano, Fioravante Seibezzi, pittore. Ado Furlan, scultore, Milano, Galleria Barbaroux, 21 aprile-4 maggio
- 1968: Spilimbergo, Ado Furlan. Sculture, Spilimbergo, scuole medie, agosto
- 1968: Milano, Dieci sculture di Ado Furlan, Milano, Galleria Stendhal, marzo
- 1969-1970: Tarcento, Premio città di Tarcento. Arte veneta contemporanea. Settima edizione 1969, Tarcento, scuole elementari, 24 dicembre 1969-6 gennaio 1970
- 1970: Udine, Seconda Triennale della Medaglia d'Arte, Udine, Loggia del Lionello, 10 ottobre-30 novembre
- 1978: Milano, Ado Furlan, Galleria Stendhal, Milano, ottobre-novembre
- 1981: Tarcento, Mostra Triveneta d'Arte Contemporanea Città di Tarcento, Tarcento, scuola media, 4 luglio-20 agosto
- 1982: Padova, 13ª Biennale Internazionale del Bronzetto Piccola Scultura, Montagnana (Padova), Salone Austriaco del Castello di San Zeno, 23 gennaio-28 febbraio
- 1991: Pordenone, Capi d'Opera in Provincia. Pittura e scultura a Pordenone dal 1945 agli anni '80, Brugnera (Pordenone), Villa Varda, 27 luglio-22 settembre
- 1991: Bolzano, Beauty is difficult. Homage to Ezra Pound, Bolzano, Museo d'Arte Moderna, 31 maggio-28 agosto
- 1992: Spilimbergo, Aspetti della scultura italiana del dopoguerra, Spilimbergo, Casa Furlan, 12 agosto-27 settembre
- 1994: Udine, Sculture dall'ombra. Fra '800 e Primo '900 dalle Collezioni dei Civici Musei, Udine, Galleria d'Arte moderna, Sala didattica, 29 marzo-30 maggio
- 1995: Spilimbergo, Scultura internazionale, Spilimbergo, Casa Furlan, luglio-agosto
- 1995-1996: Pordenone, Ado Furlan e gli amici di via Margutta, Pordenone, Casa Furlan, 7 dicembre 1995-28 gennaio 1996
- 1997-1998: Pordenone, Ado Furlan. Teste e ritratti, Pordenone, Casa Furlan, 21 novembre 1997-18 gennaio 1998
- 2001: Udine, Le arti a Udine nel Novecento, Udine, chiesa di San Francesco, Galleria d'Arte Moderna, 19 gennaio-30 aprile
- 2005: Pordenone, I volti dell'arte. Autoritratti e ritratti nel Friuli occidentale 1882-1984, Pordenone, Museo Civico d'Arte, 17 aprile-3 luglio 2005
- 2005-2006: Pordenone, Ado Furlan 1905-1971 Scultura in Friuli Venezia Giulia. Figure del Novecento, Pordenone, Spazi espositivi della Provincia, 10 dicembre 2005-febbraio 2006
- 2005-2006: Pordenone, Ado Furlan 1905-1971. Lo scultore e le passioni del suo tempo, Pordenone, Convento di San Francesco, 10 dicembre 2005-febbraio 2006
- 2005-2006: Pordenone Ado Furlan 1905-1971. Artisti e amici romani. Opere 1930-1945, Pordenone, Galleria Sagittaria, 10 dicembre 2005-febbraio 2006